# 异序美登木
异序美登木（学名：Maytenus diversicymosa）为卫矛科美登木属的植物，是中国的特有植物。分布于中国大陆的云南等地，生长于海拔500米的地区，一般生于疏林、江边以及干燥处，目前尚未由人工引种栽培。